# Ordulf Saský
Ordulf, též Otto (1022?–28. března 1072), z rodu Billungů, byl od roku 1059 až od své smrti vévoda saský.

## Život
Byl jedním ze synů vévody Bernarda II. a Eiliky ze Schweinfurtu. Roku 1042 se stal díky sňatku s Wulfhildou, dcerou Olafa II. Norského, spojencem jejího bratra Magnuse. Ihned po svatbě zabil švagrova protivníka Haralda.
Jeho druhou ženou se stala Gertruda z Haldenslebenu, dcera hraběte Konráda.
Přes deset let trávil vévoda marným bojem proti Slovanům. Zemřel roku 1072 a byl pohřben v kostele Svatého Michala v Lüneburgu.